# Masae Kasai
Masae Kasai (河西昌枝, Kasai Masae), née le 14 juillet 1933 à Minami-Alps et morte le 3 octobre 2013 à Tokyo, est une joueuse de volley-ball japonaise.

## Biographie
Avec l'équipe du Japon de volley-ball féminin, Masae Kasai termine deuxième du Championnat du monde de volley-ball féminin 1960, est sacrée championne du monde en 1962 et remporte le titre olympique aux Jeux olympiques d'été de 1964 se déroulant à Tokyo.